# Parapoynx bipunctalis
Parapoynx bipunctalis is een vlinder uit de familie grasmotten (Crambidae). De wetenschappelijke naam van deze soort is voor het eerst gepubliceerd in 1906 door George Francis Hampson.
De soort komt voor in Niger, Soedan, Senegal, Gambia , Ivoorkust, Benin, Nigeria, Kameroen, Congo-Kinshasa en Oeganda.